# Двійники (фільм)
«Двійники» («Teisikud») — радянський телефільм 1982 року, знятий режисером Лео Карпіним на студії «Eesti Telefilm».

## Сюжет
Молода журналістка побачила простого хлопця, схожого на зірку естради, та написала статтю до газети про те, що відомий співак одночасно працює в автомайстерні. Але виявилося, що це були дуже схожі люди — двійники.

## У ролях
- Яак Йоала — Тоомас Арінг, співак / Маті Уїбо, автогонщик
- Мерле Тальвік — Тійна Салум / Хелі Паал
- Ейно Баскін — редактор
- Роберт Гутман — тренер
- Урмас Кібуспуу — Сілвер
- Юрі Крюков — адміністратор ансамблю
- Лембіт Ульфсак — кермовий
- Інес Ару — епізод
- Невіл Блумберг — музикант
- Раул Вайглат — музикант
- Модесте-Ібрахім Кікхоунга-Нгот
- Енн Краам — епізод
- Паап Килар — музикант
- Сергій Педерсен — музикант
- Паул Поом — механік
- Ааре Пидер — музикант
- Мерле Рандма-Ару — теледиктор
- Сальме Реек — епізод
- Крістіна Сміт — дочка африканця
- Іво Еенсалу — механік
- Аліс Тальвік — епізод

## Знімальна група
- Режисер — Лео Карпін
- Сценарист — Борис Пургалін
- Оператор — Олександр Разумов
- Композитори — Сергій Педерсен, Гунар Розенберг
- Художник — Владислав Скіпор